# Nippert Stadium
Das Nippert Stadium ist ein College-Football-Stadion in der US-amerikanischen Stadt Cincinnati im Bundesstaat Ohio. Es befindet sich auf dem Campus der University of Cincinnati. Es wird hauptsächlich vom NCAA-College-Football-Team der Cincinnati Bearcats (AAC) genutzt, zudem trug das Fußball-Franchise des FC Cincinnati aus der Major League Soccer (MLS) hier bis zur Fertigstellung seines eigenen Fußballstadions seine Heimspiele aus. Die Anlage hat seit der letzten Renovierung und Erweiterung im Jahr 2014 eine Kapazität von ca. 40.000 Zuschauern.

## Geschichte
Seit 1901 als Sportstätte genutzt, wurden im Jahr 1915 erste Betontribünen entlang der Seitenlinien errichtet. 1915 erfolgte die Komplettierung der Tribünen in Hufeisenform. Heute ist das Nippert Stadium die viertälteteste Spielstätte und das fünftälteteste Stadion im College-Football.

## Namensgebung
Während des letzten Spiels der Saison 1923 gegen die Miami University erlitt der Spieler James Gamble „Jimmy“ Nippert eine offene Wunde. Einen Monat später starb er an einer Blutvergiftung, die vermutlich von Ausscheidungen der Hühner aus einem vorangegangenen Hühnerrennen resultierte. Sein Großvater James N. Gamble von Procter & Gamble spendete daraufhin die Mittel zur Fertigstellung des Stadions, bei der unter anderem eine Umkleidekabine und medizinische Einrichtungen zur Gewährleistung der Sicherheit der Spieler eingerichtet wurden. Am 8. November 1924 erfolgte schließlich die Einweihung des James Gamble Nippert Memorial Stadium.

## Galerie

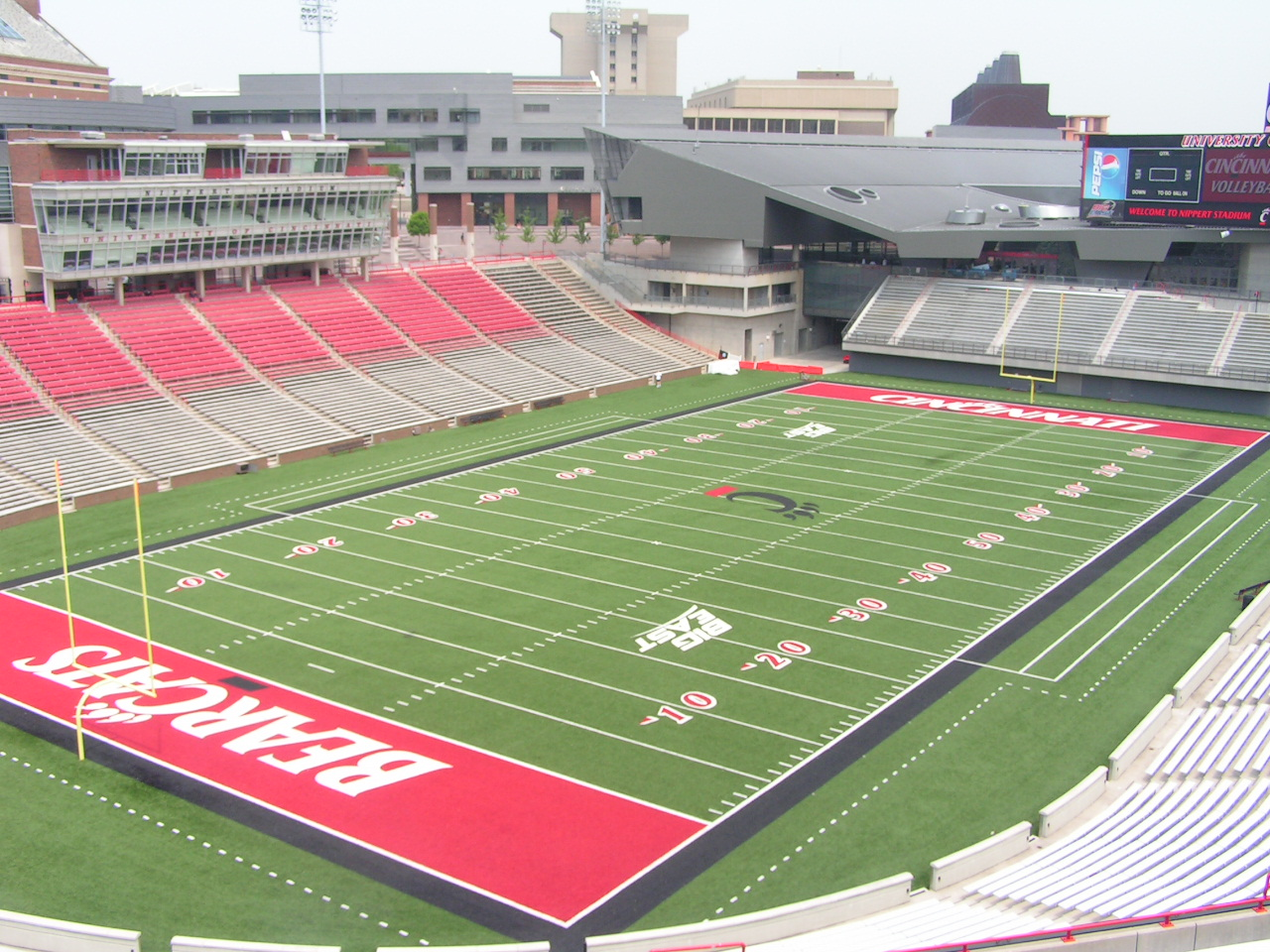
Das Nippert Stadium mit Footballfeld (Juni 2006)
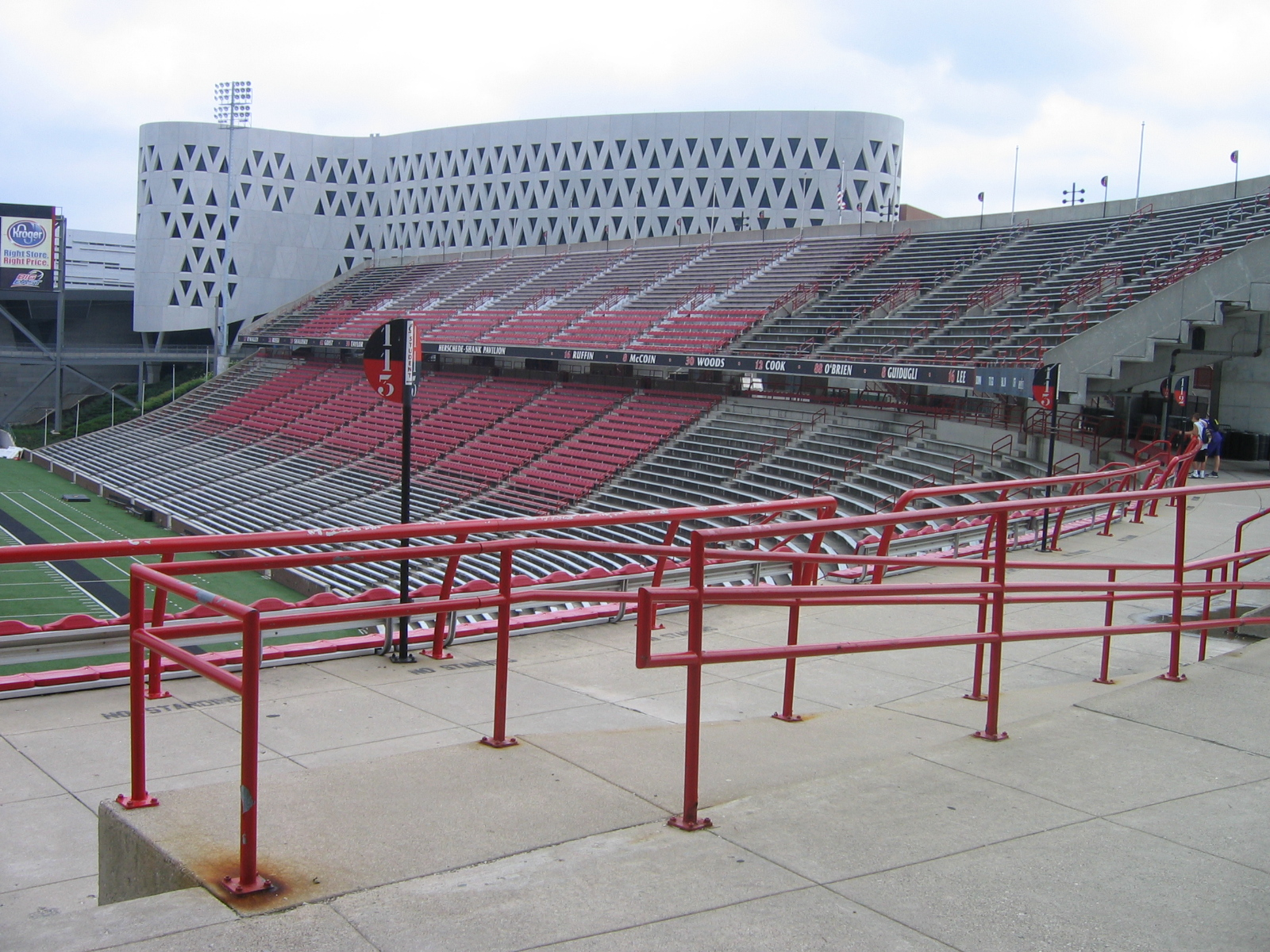
Die Osttribüne (2008)
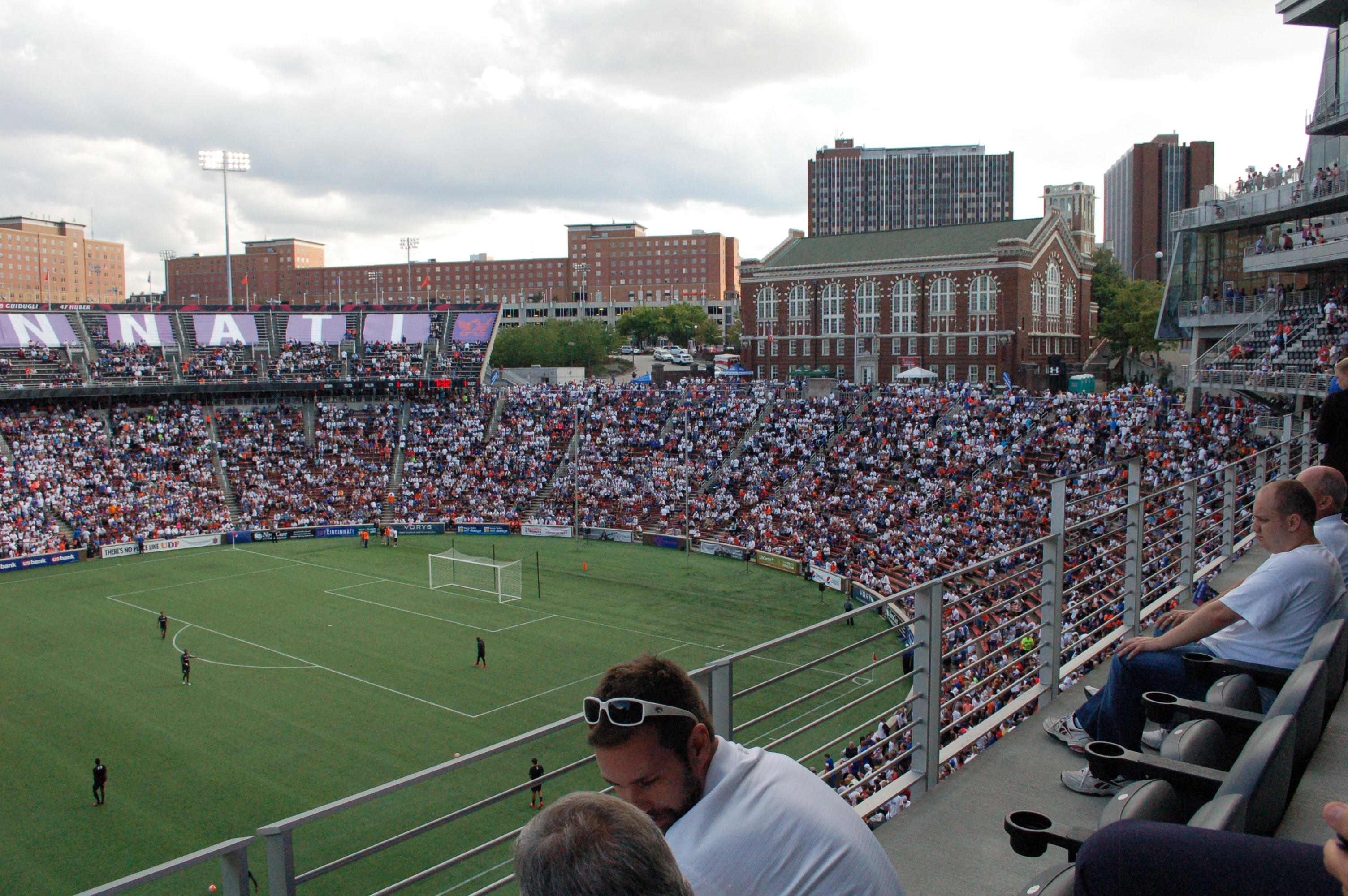
Viertelfinal-Play-off der Eastern Conference in der United Soccer League 2016 zwischen dem FC Cincinnati und Charleston Battery am 2. Oktober 2016
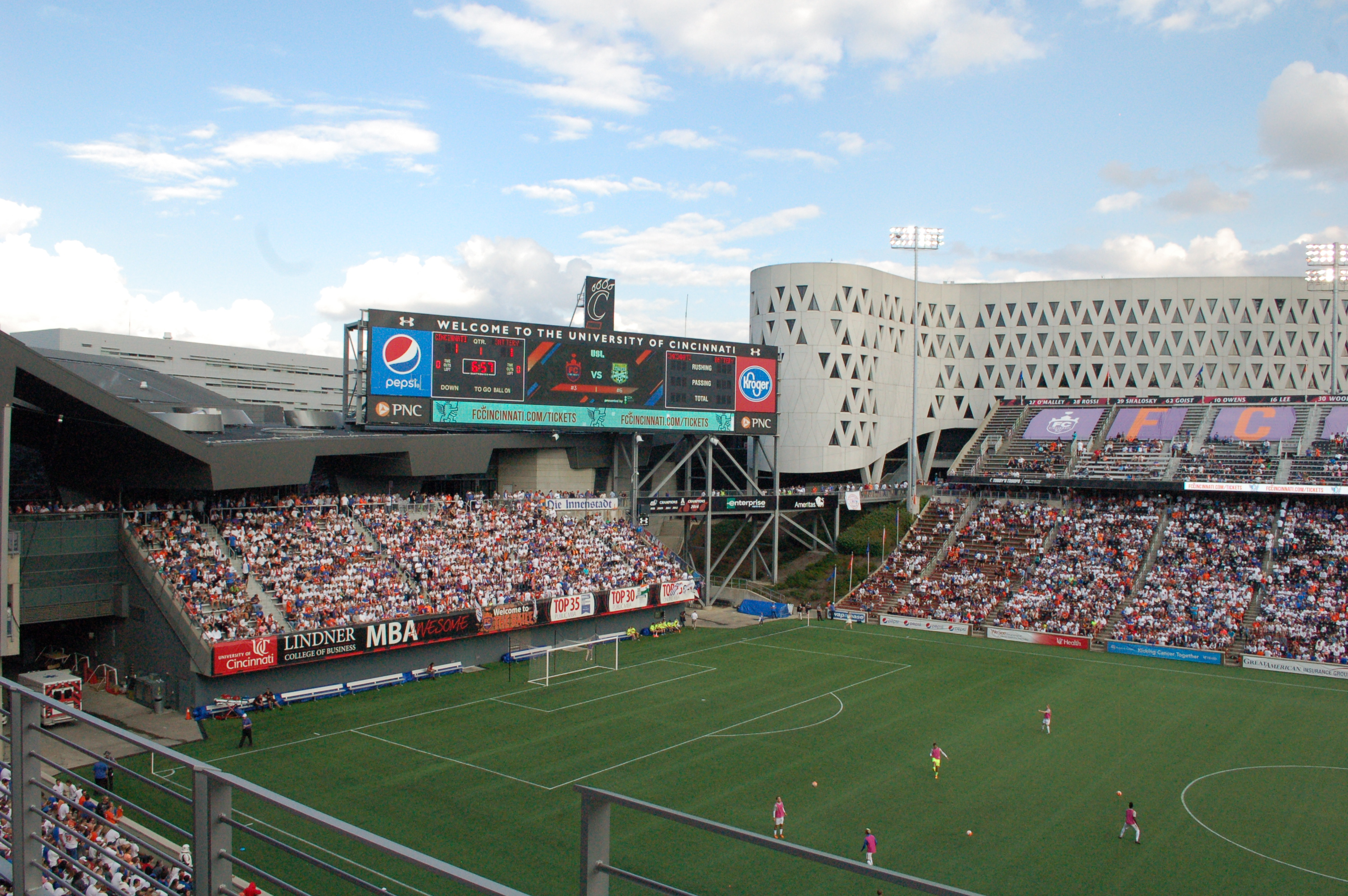
Die Nordtribüne mit Anzeigetafel (Oktober 2016)